# Đào Vọng Đức
Đào Vọng Đức (sinh năm 1936) là một nhà vật lý người Việt, Tiến sĩ khoa học (1975), Giáo sư (1984), Viện sĩ (1988) Viện Hàn lâm khoa học các nước thế giới thứ 3, nguyên phó chủ tịch Hội Vật lý Việt Nam các khóa II, III, IV (1985-2002), nguyên Viện trưởng Viện Vật lý Việt Nam, giám đốc Trung tâm Nghiên cứu tiềm năng con người. Ông là chuyên gia trong các lĩnh vực: Lý thuyết đối xứng các hạt cơ bản, lý thuyết thống nhất các tương tác các hạt cơ bản, lý thuyết dây và siêu thống nhất, máy tính lượng tử, thông tin lượng tử, chuyển vị lượng tử thuộc chuyên ngành vật lý lý thuyết.

## Tiểu sử
- Ông sinh ngày 5 tháng 12 năm 1936 tại xã Tùng Châu, huyện Đức Thọ, tỉnh Hà Tĩnh.
- 1942, 1943: bắt đầu học tại trường tiểu học Cao Xuân Dục.
- 1945: đi sơ tán ở Phú Yên (nửa năm).
- 1947: học sinh trường cấp 2 Phan Đình Phùng (Đức Thọ) (1 năm), trường cấp 2 Tân Dân (Nam Đàn).
- 1951-1953: học sinh trường cấp 3 Huỳnh Thúc Kháng.
- 1956-1962: sinh viên trường Đại học Lômônôxốp (Moskva).
- 1962-1964: giảng viên khoa Vật lý, trường Đại học Tổng hợp Hà Nội
- 1964-1968: cộng tác viên tại Viện Nghiên cứu Hạt nhân Đupna (Liên Xô)
- 1969-1972: làm việc tại Viện Vật lý, Ủy ban Khoa học Kỹ thuật Nhà nước
- 1972-1975: trở lại làm cộng tác viên tại Viện Nghiên cứu hạt nhân Đupna
- 1975-2002: công tác tại Viện Vật lý Việt Nam thuộc Viện khoa học Việt Nam (nay là Viện Khoa học và Công nghệ Việt Nam). Ông từng giữ chức Giám đốc Trung tâm Vật lý lý thuyết từ năm 1982 đến năm 1996, Viện trưởng Viện Vật lý từ năm 1993 đến 1997.
- Năm 2002: ông nghỉ hưu.
- Hiện nay ông là giám đốc Trung tâm Nghiên cứu tiềm năng con người Việt Nam.

## Đóng góp
- Ông đã hướng dẫn thành công 15 luận án tiến sĩ và 10 luận văn thạc sĩ
- Đã tham gia đào tạo đại học và sau đại học
- Công bố khoảng 100 bài báo khoa học trên các tạp chí trong nước và quốc tế
- Biên soạn và giảng dạy 10 giáo trình đại học, sau đại học và chuyên khảo cho nghiên cứu sinh

## Tác phẩm
1. Từ điển vật lý; Dương Trọng Bái, Đào Vọng Đức, Nguyễn Xuân Hy...; Khoa học và kỹ thuật, 1982.
2. Nhập môn lý thuyết Trường lượng tử; Đào Vọng Đức, Phù Chí Hoà; Khoa học và kỹ thuật, 2007.
3. Các bài giảng về cơ học lượng tử/ Enrico Fermi; Đào Vọng Đức, Nguyễn Văn Hiệu dịch.- H.: Khoa học kỹ thuật, 1971.- 297tr.